# Korsvirke

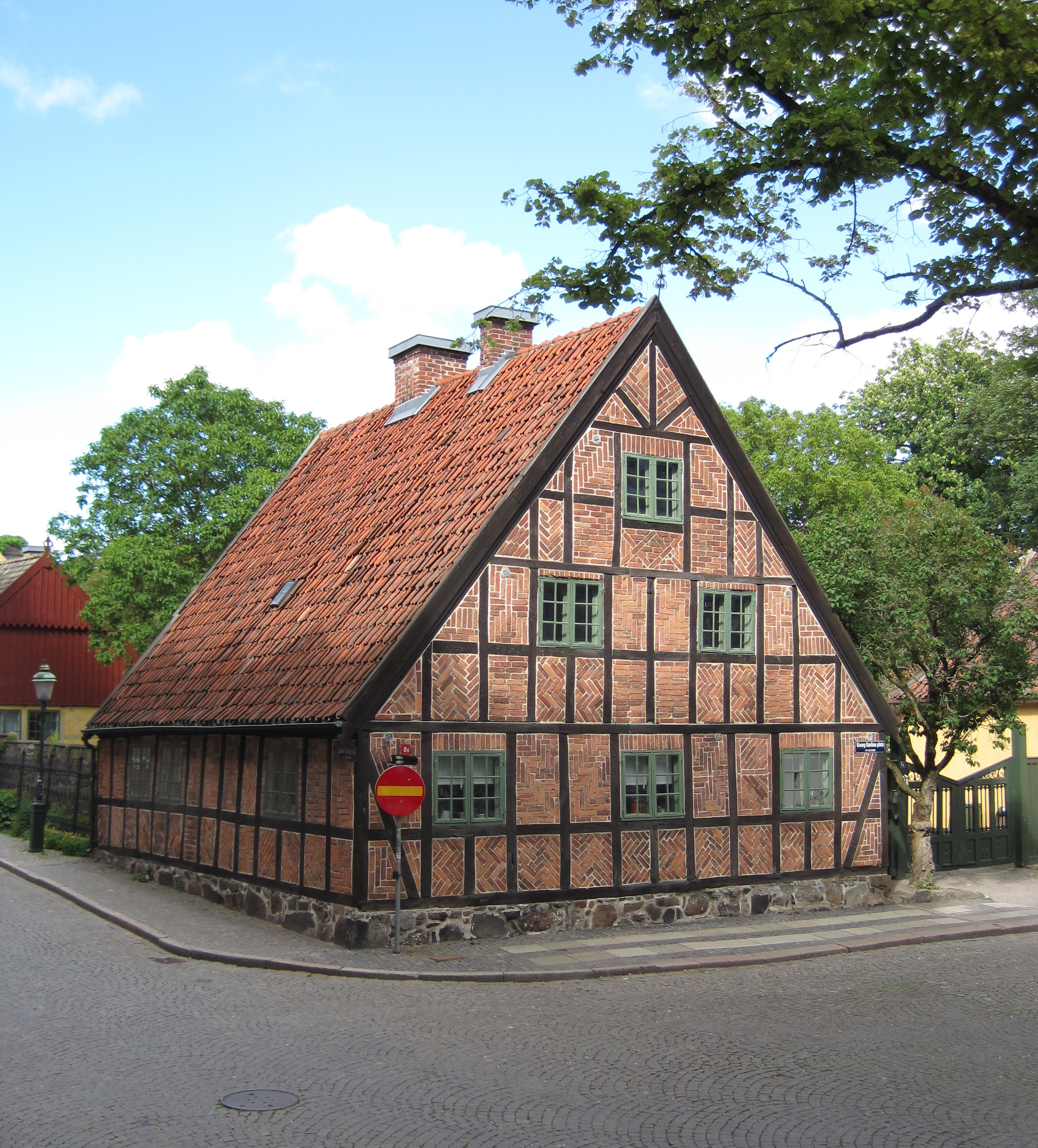
Locus Peccatorum i Lund.

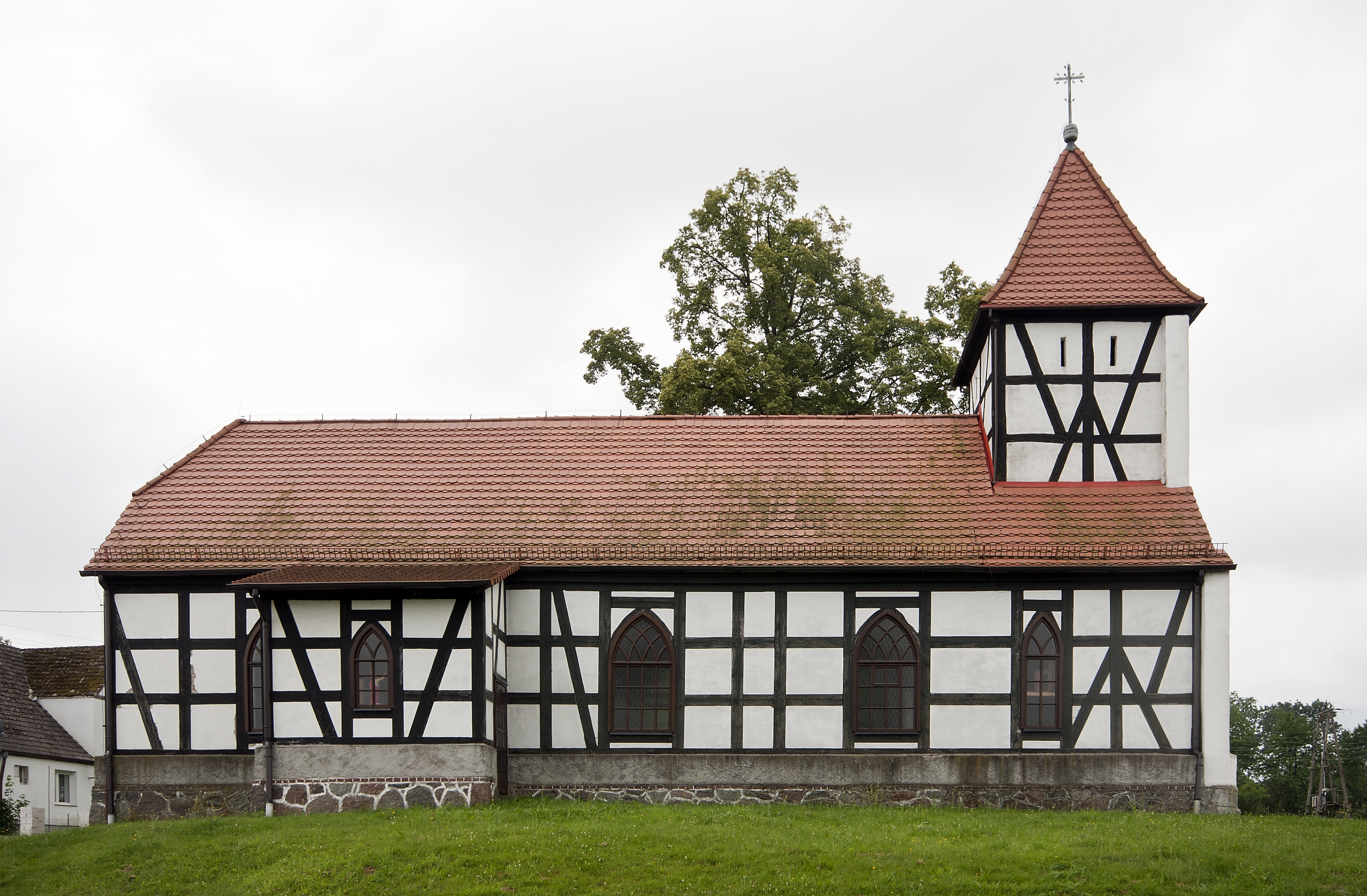
I Centraleuropa är det vanligt med korsvirkeskyrkor. Den här ligger i byn Kłanino i Västpommern.

Korsvirke, ett fackverk av trä, utgör en stomme av varandra korsande bjälkar och stöd, ofta förstärkta med snedstöttor. De härigenom bildade fyr- eller trekantiga facken fylls ut (utfackas) med murverk eller lerklinat flätverk. Att bygga med korsvirke var ett virkesbesparande sätt. Snedstyvor behövs egentligen bara i hörnen, men det gick mode i att sätta dessa i nästan varje fack.
Korsvirkeshuset uppträdde troligen första gången i medelhavsområdet. Man har påträffat korsvirkeshus från romersk tid bland annat i Pompeji. Under medeltiden började korsvirkeshusen att uppträda i Mellaneuropa och spred sig därifrån till England och Skandinavien. Dess konkurrenskraft låg främst i den minskade virkesåtgången.
I Sverige som det var före 1658 och 1645 års gränsförändringar förekom i stort sett ingen korsvirkesbebyggelse på landsbygden. Skåneland och Danmark skilde sig vitt från den svenska trähustraditionen och det var i och med de gamla östdanska landskapens inkorporeringar som Sverige fick en tradition av korsvirkesbebyggelse. 
I vissa av de svenska städerna efter östkusten upp till Stockholm förekom dock enstaka korsvirkeshus även före 1600-talet.
Korsvirket fortsatte att vara det dominerande byggnadssättet på Skånes slätter tills 1800-talet öppnade upp för nya stilar och material i husbyggandet. Korsvirke kom då att ses som fattigmanstecken och många korsvirkeshus fick en putsad fasad över eller revs för att ersättas av hus byggda av sten i innerstadskärnorna.

## Svenska korsvirkesstäder
Ystad utgör ett framstående exempel på välbevarad korsvirkesstad. I centrala Ystad finns cirka 300 olika korsvirkesbyggnader registrerade.
Halmstad är Europas nordligaste stad med konsekvent genomförd korsvirkesarkitektur. Fastän många korsvirkeshus revs i början av 1900-talet och senast på 1960-talet så finns det några bevarade i stadens centrum.
I Visby finns även flera korsvirkeshus med medeltida anor, vilka är belägna innanför ringmuren. 
Sveriges nordligast belägna korsvirkeshus torde vara det ungerska huset importerat från en ungersk bondgård på Mannaminne i Nordingrå, Kramfors kommun, Västernorrlands län.

## Rubriker
1. 1 2  Nationalencyklopedin multimedia plus, 2000
2. ↑  ”Korsvirkeshusen präglade staden. Hallandsposten”. Arkiverad från originalet den 24 oktober 2007. https://archive.is/20071024104609/http://www.hallandsposten.se/skrivut.asp?oid=218875. Läst 24 oktober 2007.